# Typhlachirus caecus
 Typhlachirus caecus és un peix teleosti de la família dels soleids i de l'ordre dels pleuronectiformes.

## Morfologia
Pot arribar als 14 cm de llargària total.

## Distribució geogràfica
Es troba a les costes d'Indonèsia.